# A folkestone-i gőzhajó indulása
A folkstone-i gőzhajó indulása (Le Départ du vapeur de Folkestone) Édouard Manet festménye, amely a Philadelphia Museum of Art gyűjteményének része.
Manet 1868 és 1872 között, Boulogne-sur-Merben festette a képet, amely az angliai Folkestone-ba tartó gőzhajó indulását ábrázolja. A festőt izgatta a téma, amelyet kétszer is megfestett. A vastag ecsetvonások jól visszaadják a sürgés-forgást, izgatottságot, amit a polgári célú gőzhajózás hajnalán a járat indulása okozott. Manet aláírta a képet, ami azt jelenti, hogy a részletek megfestése nélkül is befejezettnek érezte.
Az alkotást a párizsi műkereskedő, Paul Durand-Ruel vásárolta meg a festőtől 1873. március 21-én, majd Ernest Hoschedénak adta tovább. Ezután Franciaországból Németországba, majd 1929 decemberében az Amerikai Egyesült Államokba került a kép. A philadelphiai múzeum gyűjteményének 1963 óta része A folkestone-i gőzhajó indulása.